# Pionçac
Pionçat (en francès Pionsat) és un municipi francès situat al departament del Puèi Domat i a la regió d'Alvèrnia-Roine-Alps. L'any 2007 tenia 1.047 habitants.

## Demografia

### Població
El 2007 la població de fet de Pionsat era de 1.047 persones. Hi havia 402 famílies de les quals 159 eren unipersonals (68 homes vivint sols i 91 dones vivint soles), 129 parelles sense fills, 76 parelles amb fills i 38 famílies monoparentals amb fills.
La població ha evolucionat segons el següent gràfic:
Habitants censats

### Habitatges
El 2007 hi havia 611 habitatges, 409 eren l'habitatge principal de la família, 126 eren segones residències i 77 estaven desocupats. 562 eren cases i 48 eren apartaments. Dels 409 habitatges principals, 284 estaven ocupats pels seus propietaris, 109 estaven llogats i ocupats pels llogaters i 15 estaven cedits a títol gratuït; 9 tenien una cambra, 32 en tenien dues, 75 en tenien tres, 102 en tenien quatre i 191 en tenien cinc o més. 278 habitatges disposaven pel capbaix d'una plaça de pàrquing. A 194 habitatges hi havia un automòbil i a 149 n'hi havia dos o més.

### Piràmide de població
La piràmide de població per edats i sexe el 2009 era:
| Homes | Edats   | Dones |
| ----- | ------- | ----- |
| 4     | 95 o +  | 12    |
| 12    | 90 a 94 | 40    |
| 16    | 85 a 89 | 52    |
| 4     | 80 a 84 | 8     |
| 32    | 75 a 79 | 56    |
| 32    | 70 a 74 | 20    |
| 44    | 65 a 69 | 32    |
| 40    | 60 a 64 | 40    |
| 32    | 55 a 59 | 28    |
| 16    | 50 a 54 | 20    |
| 32    | 45 a 49 | 24    |
| 36    | 40 a 44 | 28    |
| 36    | 35 a 39 | 32    |
| 36    | 30 a 34 | 32    |
| 24    | 25 a 29 | 20    |
| 4     | 20 a 24 | 16    |
| 16    | 15 a 19 | 28    |
| 32    | 10 a 14 | 4     |
| 36    | 5 a 9   | 20    |
| 24    | 0 a 4   | 16    |

## Economia
El 2007 la població en edat de treballar era de 590 persones, 402 eren actives i 188 eren inactives. De les 402 persones actives 384 estaven ocupades (202 homes i 182 dones) i 19 estaven aturades (8 homes i 11 dones). De les 188 persones inactives 69 estaven jubilades, 27 estaven estudiant i 92 estaven classificades com a «altres inactius».

### Ingressos
El 2009 a Pionsat hi havia 432 unitats fiscals que integraven 867,5 persones, la mediana anual d'ingressos fiscals per persona era de 15.639 €.

### Activitats econòmiques
Dels 71 establiments que hi havia el 2007, 3 eren d'empreses alimentàries, 2 d'empreses de fabricació d'altres productes industrials, 7 d'empreses de construcció, 20 d'empreses de comerç i reparació d'automòbils, 5 d'empreses de transport, 5 d'empreses d'hostatgeria i restauració, 1 d'una empresa financera, 2 d'empreses immobiliàries, 7 d'empreses de serveis, 15 d'entitats de l'administració pública i 4 d'empreses classificades com a «altres activitats de serveis».
Dels 15 establiments de servei als particulars que hi havia el 2009, 1 era una gendarmeria, 1 oficina de correu, 1 una oficina bancària, 1 taller de reparació d'automòbils i de material agrícola, 1 paleta, 2 guixaires pintors, 2 fusteries, 1 lampisteria, 1 perruqueria, 2 restaurants, 1 agència immobiliària i 1 tintoreria.
Dels 8 establiments comercials que hi havia el 2009, 1 era una botiga de menys de 120 m², 3 fleques, 1 una carnisseria, 1 una llibreria, 1 un drogueria i 1 una floristeria.
L'any 2000 a Pionsat hi havia 40 explotacions agrícoles que ocupaven un total de 1.890 hectàrees.

## Equipaments sanitaris i escolars
El 2009 hi havia 1 hospital de tractaments de mitja durada (seguiment i rehabilitació) i 1 farmàcia.
El 2009 hi havia una escola elemental. Pionsat disposava d'un col·legi d'educació secundària amb 83 alumnes.

## Poblacions més properes
El següent diagrama mostra les poblacions més properes.